# Pentapodus setosus
Pentapodus setosus, còn gọi là cá lượng đuôi tơ, là một loài cá biển thuộc chi Pentapodus trong họ Cá lượng. Loài cá này được mô tả lần đầu tiên vào năm 1830.

## Từ nguyên
Tính từ định danh setosus trong tiếng Latinh nghĩa là "có lông", hàm ý có lẽ đề cập đến thùy đuôi trên của loài này có sợi vươn dài.

## Phân bố và môi trường sống
P. setosus có phân bố tập trung ở khu vực Đông Nam Á, về phía đông đến nhóm đảo phía đông Indonesia, phía tây đến đảo Sumatra, phía nam đến đảo Timor, phía bắc đến miền bắc Việt Nam. Những ghi nhận từ quần đảo Solomon và tây bắc Úc là xác định nhầm với loài Pentapodus paradiseus.
Ở Việt Nam, P. setosus được ghi nhận tại nhiều vùng biển như quần đảo Cát Bà, Ninh Thuận, cù lao Câu (Bình Thuận), Hà Tiên (Kiên Giang).
P. setosus sống trên nền đáy bùn, gần các rạn san hô và ám tiêu ở độ sâu khoảng 5–50 m.

## Mô tả
Chiều dài cơ thể lớn nhất được ghi nhận ở P. setosus là 18 cm. Màu nâu nhạt ở thân trên, thân dưới màu trắng. Có dải sọc xanh lam dọc theo gốc vây lưng. Một dải vàng từ sau mắt, cong dần lên lưng và kết thúc bởi một đốm đen trên cuống đuôi. Một sọc lam mỏng chạy qua dải vàng, và một sọc lam tương tự từ gốc vây hậu môn cùng kéo dài đến đốm đen trên cuống đuôi. Có hai vạch lam trên mõm, phần trên mõm màu xám.
Số gai vây lưng: 10; Số tia vây lưng: 9; Số gai vây hậu môn: 3; Số tia vây hậu môn: 7; Số gai vây bụng: 1; Số tia vây bụng: 5; Số tia vây ngực: 16–17.

## Sinh thái
Thức ăn của P. setosus là các loài giáp xác nhỏ, giun nhiều tơ và các loài cá nhỏ hơn. Chúng thường bơi theo sau những loài ăn đáy cỡ lớn như cá đuối ó để bắt con mồi đang trốn ra khỏi nền đáy.
Bộ gen trong ty thể của P. setosus đã được xác định lần đầu dựa vào mẫu vật đánh bắt ngoài khơi Thành phố Hồ Chí Minh.

## Sử dụng
P. setosus chỉ được xem là sản lượng không mong muốn trong nghề đánh bắt thủ công. Tuy vậy, nó chiếm đáng kể trong sản lượng không mong muốn ở phía nam Biển Đông và trong vịnh Thái Lan. Loài này thường được dùng làm cá viên và thức ăn cho vịt.